# Tim Mara
Timothy James Mara, detto Tim (New York, 29 luglio 1887 – New York, 16 febbraio 1959), è stato un dirigente sportivo statunitense, fondatore e proprietario dei New York Giants della National Football League, indotto nella Pro Football Hall of Fame nel 1963.

## Biografia

### Primi anni
Mara, figlio di Elizabeth (nata Harris) e John Mara, un poliziotto di origini irlandesi, nacque in povertà nel Lower East Side di New York. All'età di tredici anni lasciò la squadra per trovare un lavoro ed aiutare economicamente la madre. Il primo fu come usciere in un teatro. In seguito lavorò come ragazzo dei giornali in giro per le strade. Questo lavoro lo portò in contatto con molti allibratori di New York, all'epoca una pratica legale. Divenne presto un loro collaboratore, guadagnando il cinque per cento di ogni scommessa ricevute e ricevendo consigli su come investire il proprio denaro. All'età di 18 anni, era diventato egli stesso un allibratore.

### New York Giants

#### Fondazione
Nel 1925, la NFL era alla ricerca di una franchigia per un grosso mercato come quello di New York che potesse fare da cassa di risonanza alla lega. Il Presidente della lega, Joseph Carr, viaggiò sino a New York per offrire una squadra al promotore di pugilato Billy Gibson. Questi, che era stato il proprietario dell'ultima squadra NFL della città, i New York Brickley Giants, rifiutò l'offerta ma suggerì di rivolgersi all'amico Tim Mara. Mentre Mara non se ne intendeva di football, il suo amico, il Dr. Harry March, sì. March, un ex preparatore atletico dei Canton Bulldogs della Ohio League, una lega precedente alla NFL, e futuro autore del primo libro sul football professionistico, Pro Football: Its Ups and Downs, divenne il primo segretario della squadra.
Mara acquistò la franchigia della NFL franchise per New York per 500 dollari, circa 12.500 dollari attuali. Mara e March firmarono anche Jim Thorpe per giocare in diverse partite per incrementare l'affluenza di pubblico. Tuttavia molti dei tifosi sportivi di New York preferivano ancora seguire il college football e rimasero lontani dallo sport professionistico. Durante la prima stagione dei Giants, l'affluenza di spettatori fu così scarsa che Mara perse 40.000 dollari. Per ovviare alla mancanza di interesse, Mara provò a firmare l'ex stella del football universitario Red Grange, solo per scoprire che si era già accasato ai Chicago Bears. Ad ogni modo, riuscì comunque a capitalizzare la popolarità di Grange', organizzando una gara contro i Bears al Polo Grounds, che gli fruttò 143.000 dollari, recuperando tutte le perdite della stagione 1925.

#### Battaglia con la AFL e primo titolo
Nel 1926, Grange e il suo manager, C.C. Pyle, formarono la prima American Football League con una franchigia New York chiamata Yankees per competere coi Giants. Mara aumentò i salari di tutti i suoi giocatori di cinquanta dollari a partita per evitare che lasciassero i Giants e firmò diversi giocatori per l'intera stagione. Quell'anno perse 60.000 dollari, ma d'altro canto, tutte le franchigie della AFL tranne quattro fallirono prima della fine della stagione. Mara sfidò i campioni AFL dei Philadelphia Quakers e la sua squadra, giunta al settimo posto nella NFL, vinse per 31-0. La AFL si sciolse poco dopo.
Mara acconsentì ad ammettere gli Yankees nella NFL, unici sopravvissuti della defunta AFL, permettendo anche loro di giocare allo Yankee Stadium. Tuttavia, Mara fu in grado di influenzare il calendario degli Yankess. Quando i Giants erano al Polo Grounds, gli Yankees dovevano essere in trasferta.
L'anno successivo, i Giants terminarono con un record di 11-1-1 e Mara vinse il suo primo titolo. Nel 1929, Mara era alla ricerca di un giocatore che potesse rivaleggiare con Grange nella popolarità coi tifosi. Vide in Benny Friedman dei Detroit Wolverines la migliore opzione disponibile. Quando non riuscì a trovare un accordo per Friedman, Mara semplicemente acquistò l'intera franchigia di Detroit per 10.000 dollari.

#### Epoca della Grande Depressione
Durante la Grande depressione del 1930, il Sindaco di New York Jimmy Walker chiese a Mara la disponibilità di tenere una partita di beneficenza, cosa accettata prontamente. I Giants sconfissero le stelle di Notre Dame, che includevano i celebri Four Horsemen, con un secco 21-0. Mara e i the Giants raccolsero 115.153 dollari per il fondo dei disoccupati di New York.

#### Altre battaglie con leghe rivali
Nel 1936 e 1937, Mara contrastò con successo i Brooklyn Tigers e i New York Yankees della American Football League. Successivamente, ebbe la meglio anche sui New York Yankees della terza American Football League.
Dal 1946 al 1949, Mara ingaggiò un'altra battaglia con la All-America Football Conference e i suoi Brooklyn Dodgers, riuscendo ad avere la meglio sulle simpatie dei tifosi della Grande Mela. Quando le due leghe si fusero parzialmente dopo la stagione 1949, Mara chiese ed ottenne i migliori giocatori della franchigia di Brooklyn. Mara morì nel 1959 all'età di 71 anni, dopo avere vinto quattro campionati coi Giants. Fu inserito nella classe inaugurale della Pro Football Hall of Fame nel 1963.